# Everybody in the Place
«Everybody in the Place» es el segundo sencillo lanzado por la banda británica de música electrónica The Prodigy de su álbum debut Experience (1992). Fue lanzado el 23 de diciembre de 1991 a través de XL Recordings en el Reino Unido.
El sencillo presenta la versión «Fairground Remix» de la canción. La versión del álbum es «155 & Rising Version», que es significativamente más larga y rápida en pulsaciones por minuto que la mezcla original que aparece en el EP What Evil Lurks.
El sencillo alcanzó el puesto número dos en la lista de sencillos del Reino Unido, superado al número uno por el relanzamiento de «Bohemian Rhapsody» de Queen tras la muerte de Freddie Mercury.
El sencillo en CD original se lanzó con cinco pistas, lo que iba en contra de las normas de las listas británicas. La pista «Rip Up the Sound System» se eliminó en la reedición para cumplir con las regulaciones de las listas, pero todavía está disponible en vinilo de 12 pulgadas. La portada presenta una fotografía de la ya desmantelada montaña rusa «Corkscrew» en Alton Towers.
La canción fue lanzada seis meses después, el 18 de junio de 1992, como doble cara A con el sencillo debut «Charly» a través de Elektra Records en los Estados Unidos. El sencillo aparece en la compilación de grandes éxitos de la banda Their Law: The Singles 1990-2005.

## Video musical
El video musical que acompaña a la canción fue filmado en diciembre de 1991 durante un viaje a Nueva York, durante el cual también tocaron en el Limelight Club. Presenta a la banda bailando en una rápida sucesión de tomas cortas. El video termina con la banda aparentemente perseguida por la policía pero escapando.

## Lista de canciones
| Vinilo 7" |                                            |          |  |
| N.º       | Título                                     | Duración |  |
| 1.        | «Everybody in the Place» (Fairground Edit) | 3:49     |  |
| 2.        | «G-Force» (Energy Flow)                    | 4:41     |  |

| Vinilo 12" |                                              |          |  |
| N.º        | Título                                       | Duración |  |
| 1.         | «Everybody in the Place» (Fairground Edit)   | 5:08     |  |
| 2.         | «Crazy Man» (Original Version)               | 4:01     |  |
| 3.         | «G-Force» (Energy Flow (Original Version))   | 5:18     |  |
| 4.         | «Rip up the Sound System» (Original Version) | 4:04     |  |

| CD1 |                                             |          |  |
| N.º | Título                                      | Duración |  |
| 1.  | «Everybody in the Place» (Fairground Edit)  | 3:51     |  |
| 2.  | «G-Force» (Energy Flow)                     | 5:18     |  |
| 3.  | «Crazy Man»                                 | 4:01     |  |
| 4.  | «Rip up the Sound System»                   | 4:04     |  |
| 5.  | «Everybody in the Place» (Fairground Remix) | 5:08     |  |

| CD2 |                                             |          |  |
| N.º | Título                                      | Duración |  |
| 1.  | «Everybody in the Place» (Fairground Edit)  | 3:51     |  |
| 2.  | «G-Force» (Energy Flow)                     | 5:18     |  |
| 3.  | «Crazy Man»                                 | 4:01     |  |
| 4.  | «Everybody in the Place» (Fairground remix) | 5:08     |  |

## Posicionamiento en listas
| Lista (1991-1993)                    | Mejor posición |
| ------------------------------------ | -------------- |
| Australia (ARIA)                     | 125            |
| Unión Europea (Eurochart Hot 100)    | 10             |
| Unión Europea (European Dance Radio) | 11             |
| Irlanda (IRMA)                       | 2              |
| Países Bajos (Mega Single Top 100)   | 65             |
| Países Bajos (Dutch Top 40)          | 52             |
| Reino Unido (UK Singles Chart)       | 2              |
| UK Dance (Music Week)                | 1              |

| Lista (1992)     | Posición |
| ---------------- | -------- |
| UK Singles (OCC) | 46       |